# Pycreus puncticulatus
Pycreus puncticulatus är en halvgräsart som först beskrevs av Vahl, och fick sitt nu gällande namn av Christian Gottfried Daniel Nees von Esenbeck. Pycreus puncticulatus ingår i släktet Pycreus och familjen halvgräs. IUCN kategoriserar arten globalt som livskraftig. Inga underarter finns listade i Catalogue of Life.